# Lennart Larson
Lennart Larson (født 5. maj 1923, død 12. september 2013) var en dansk fhv. erhvervsleder og politiker, der var medlem af Folketinget og af Odense Byråd, valgt for Venstre.
Larson blev uddannet tekstiltekniker i Sverige og blev i 1946 driftsleder for Hørsholm Klædefabrik. I 1949 kom han til Odense, hvor han blev direktør for Odense Textilfabrik. Her var han ansat til 1970.
Han blev i 1962 medlem af sognerådet i Paarup Kommune og fra 1964 sognerådsformand. Han fortsatte i 1970 som byrådsmedlem, da Paarup blev sammenlagt med Odense Kommune. Her var han fra 1970 til 1986 rådmand for den magistratsafdeling, der havde ansvar for Odenses forsyningsvirksomheder. I to perioder, senest 1982-1989 var han desuden byens viceborgmester. Efter fire år som menigt byrådsmedlem gjorde han i 1990 comeback som rådmand for byplanmagistraten; en post han besad til 1994. I 1997 trak han sig fra odenseansk politik.
Larson var i en periode sidst i 1980'erne også medlem af Fyns Amtsråd, og endelig var han medlem af Folketinget af tre omgange; 1970-1973, 1975-1977 og 1981-1984. Særligt i årene 1982-1984 markerede han sig landspolitisk som formand for Det Energipolitiske Udvalg, hvor han særligt kæmpede for fjernvarme og for indførelsen af naturgas i Danmark. 
Han var fra 1974 til 1992 formand for Dansk Fjernvarme, som han i dag er æresmedlem af. Han har desuden været medlem af bestyrelsen for Fynsværket og af DONG's repræsentantskab. Han var fra 1988 til 1991 præsident for den skandinaviske fjernvarmeorganisation Nordvarme. I 1990 modtog han Ingeniørforeningen i Danmarks Fyr og Flammepris.